# 陈洪先
陈洪先（1962年—），福建尤溪人，汉族，中华人民共和国政治人物、第十一届全国人民代表大会广东地区代表。
毕业于华南理工大学工商管理专业，是中共党员。担任广州港集团董事长。2008年起担任全国人大代表。